# Moldavisch voetballer van het jaar
De Moldavisch voetballer van het jaar is een voetbalprijs die sinds 1992 wordt uitgereikt aan de beste voetballer van Moldavië. De organisatie van de jaarlijkse uitverkiezing in handen van de Moldavische voetbalbond.

## Winnaars
| Jaar | Moldavisch voetballer van het jaar | Moldavisch voetballer van het jaar | Moldavisch voetballer van het jaar |
| Jaar | Winnaar                            | Club(s)                            | Positie                            |
| ---- | ---------------------------------- | ---------------------------------- | ---------------------------------- |
| 1992 | Alexandru Spiridon                 | Zimbru Chisinau                    | Aanval                             |
| 1993 | Alexandru Curtianu                 | Zimbru Chisinau                    | Middenveld                         |
| 1994 | Serghei Clescenco                  | Zimbru Chisinau                    | Aanval                             |
| 1995 | Ion Testimețanu                    | Zimbru Chisinau                    | Verdediging                        |
| 1996 | Serghei Rogaciov                   | FC Olimpia Bălți                   | Aanval                             |
| 1997 | Ion Testimețanu                    | Zimbru Chisinau                    | Verdediging                        |
| 1998 | Alexandru Curtianu                 | Zenit Sint-Petersburg              | Middenveld                         |
| 1999 | Serghei Epureanu                   | Zimbru Chisinau                    | Middenveld                         |
| 2000 | Geen verkiezing gehouden           | Geen verkiezing gehouden           | Geen verkiezing gehouden           |
| 2001 | Serghei Rogaciov                   | FK Saturn                          | Aanval                             |
| 2002 | Boris Cebotari                     | Zimbru Chisinau                    | Middenveld                         |
| 2003 | Serghei Covalciuc                  | Karpaty Lviv                       | Middenveld                         |
| 2004 | Serghei Covalciuc                  | Karpaty Lviv                       | Middenveld                         |
| 2005 | Serghei Covalciuc                  | Spartak Moskou                     | Middenveld                         |
| 2006 | Radu Rebeja                        | FK Moskou                          | Middenveld                         |
| 2007 | Alexandru Epureanu                 | FK Moskou                          | Verdediging                        |
| 2008 | Alexandru Epureanu                 | FK Moskou                          | Verdediging                        |
| 2009 | Alexandru Epureanu                 | FK Moskou                          | Verdediging                        |
| 2010 | Alexandru Epureanu                 | FK Moskou                          | Verdediging                        |
| 2011 | Alexandru Suvorov                  | Cracovia Kraków                    | Middenveld                         |
| 2012 | Alexandru Epureanu                 | Krylya Sovetov Samara              | Verdediging                        |
| 2013 | Alexandru Gațcan                   | FK Rostov                          | Middenveld                         |
| 2014 | Artur Ioniță                       | Hellas Verona                      | Middenveld                         |
| 2015 | Alexandru Gațcan                   | FK Rostov                          | Middenveld                         |

Azerbeidzjan · België (HLN · PL) · Bosnië-Herzegovina · Bulgarije · Denemarken · Duitsland · Engeland (PFA · FWA) · Estland · Finland · Frankrijk (FF · UNFP) · Georgië · Gibraltar · Griekenland · Hongarije · Ierland · Israël · Italië · Kazachstan · Kosovo · Kroatië · Letland · Liechtenstein · Litouwen · Luxemburg · Malta · Moldavië · Nederland · Noord-Macedonië · Noorwegen · Oekraïne · Oostenrijk · Polen · Portugal (CNID · PGB) · Roemenië · Rusland ("Futbol" · "Sport-Express") · Schotland (SPFA · SFWA) · Servië · Slowakije · Sovjet-Unie · Spanje (TADS · PDB · LFP) · Tsjechië (ČMFS · KSN) · Wit-Rusland · Zweden · Zwitserland